# Парламентские выборы в Того (2007)
Парламентские выборы в Того проходили 14 октября 2007 года. На них избирался 81 депутат Национального собрания. Выборы стали первыми парламентскими выборами, начиная с возвращения многопартийной системы в начале 1990-х годов, в которых участвовали все основные партии. В выборах участвовало более 2 тыс. кандидатов от 32 партий и 41 списка независимых кандидатов.
В результате правящее Объединение тоголезского народа одержало победу, получив 50 мест парламента и обеспечив себе большинство. Остальные места были поделены между оппозиционными партиями. Союз сил за перемены получил 27 мест, а Комитет действия за обновление — 4 места.

## Результаты
| Выбор                                                                          | Голоса    | %     | Места | +/-   |
| ------------------------------------------------------------------------------ | --------- | ----- | ----- | ----- |
| Объединение тоголезского народа                                                | 922 636   | 40,19 | 50    | -22   |
| Союз сил за перемены                                                           | 867 507   | 37,79 | 27    | новая |
| Комитет действия за обновление                                                 | 192 618   | 8,39  | 4     | новая |
| Панафриканская патриотическая конвергенция                                     | 43 898    | 1,91  | 0     | новая |
| Демократическая конвенция африканских народов                                  | 38 347    | 1,67  | 0     | новая |
| Партия демократов за обновление                                                | 24 260    | 1,06  | 0     | новая |
| Социалистический пакт за обновление                                            | 23 254    | 1,01  | 0     | новая |
| Альянс демократов за интегральное развитие                                     | 21 441    | 0,93  | 0     | новая |
| Демократический альянс за Отечество                                            | 15 444    | 0,67  | 0     | новая |
| Панафриканская демократическая партия                                          | 14 141    | 0,62  | 0     | новая |
| Гражданское движение за демократию и развитие                                  | 12 741    | 0,56  | 0     | новая |
| Союз за демократию и социальный прогресс                                       | 8362      | 0,36  | 0     | -2    |
| Гнездо                                                                         | 8269      | 0,36  | 0     | новая |
| Народный союз за республику                                                    | 7814      | 0,34  | 0     | новая |
| Тоголезский альянс демократов                                                  | 7542      | 0,33  | 0     | новая |
| Партия за обновление и спасение                                                | 5211      | 0,23  | 0     | новая |
| Союз социал-демократов Того                                                    | 4229      | 0,18  | 0     | новая |
| Ювенто                                                                         | 3873      | 0,17  | 0     | -2    |
| Новая народная динамика                                                        | 3536      | 0,15  | 0     | новая |
| Движение центристских республиканцев                                           | 3157      | 0,14  | 0     | новая |
| Координация новых сил                                                          | 2170      | 0,09  | 0     | новая |
| Движение верующих за равенство и мир                                           | 1718      | 0,07  | 0     | -1    |
| Перегруппировка живительных сил юности за перемены                             | 1550      | 0,07  | 0     | новая |
| Партия действия за перемены в Того                                             | 1056      | 0,05  | 0     | новая |
| Молодость и достоинство                                                        | 710       | 0,03  | 0     | новая |
| Партия союза за обновление и развитие                                          | 221       | 0,01  | 0     | новая |
| Национальная рабочая партия спасения                                           | 140       | 0,00  | 0     | новая |
| Африканский фронт за демократию и развитие                                     | 114       | 0,00  | 0     | новая |
| Независимые                                                                    | 59 614    | 2,60  | 0     | -1    |
| Недействительных/пустых бюллетеней                                             | 180 836   | -     | -     | -     |
| Всего                                                                          | 2 476 409 | 100   | 81    | 0     |
| Зарегистрированных избирателей/Явка                                            | 2 908 487 | 85,14 | -     | -     |
| Источник: Election Passport Архивная копия от 6 января 2020 на Wayback Machine |           |       |       |       |